# Fraktura (krój pisma)

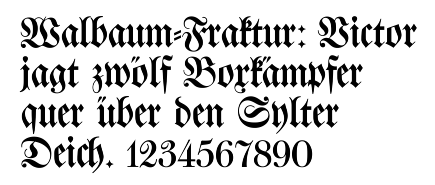
Przykład pisma frakturowego

Fraktura – ręczny, kaligrafowany alfabet łaciński, będący jedną z wersji pisma gotyckiego. Czasem zwany też alfabetem niemieckim ze względu na stosowanie go głównie w krajach niemieckojęzycznych. Jest podobna do szwabachy, rysunek liter jest węższy, a łuki ostro łamane. Była tam najpopularniejszym pismem drukowanym w okresie od XVI w. do początku XX w.
Oto alfabet łaciński zapisany frakturą:
𝕬 𝕭 𝕮 𝕯 𝕰 𝕱 𝕲 𝕳 𝕴 𝕵 𝕶 𝕷 𝕸 𝕹 𝕺 𝕻 𝕼 𝕽 𝕾 𝕿 𝖀 𝖁 𝖂 𝖃 𝖄 𝖅
𝖆 𝖇 𝖈 𝖉 𝖊 𝖋 𝖌 𝖍 𝖎 𝖏 𝖐 𝖑 𝖒 𝖓 𝖔 𝖕 𝖖 𝖗 𝖘 𝖙 𝖚 𝖛 𝖜 𝖝 𝖞 𝖟